# Nevskij rajon
Il Nevskij rajon  (in russo  Невский район?) è uno dei rajon in cui è suddivisa la città federale di San Pietroburgo, in Russia.
Trovandosi nella parte sud-orientale della città è l'unico rayon situato su entrambe le rive del fiume Neva.
Confina con i seguenti rajon :
- Krasnogvardejskij rajon

- Frunzenskij rajon

- Centralnyj rajon

- Kolpinskij rajon

- Vsevoložskij rajon dell'Oblast' di Leningrado

La superficie del Nevskij rajon è uguale a 61,77 km²
La popolazione è di 548.830 abitanti(2024)

## Storia
- Il 24 marzo 1917 la Duma cittadina di Pietrogrado ha incorporato nella città la parte suburbana di Shlisselburg, con la ridenominazione in Nevskij rayon

- Nel 1918 il Nevskij e l'Obukhovskij rayon sono stati uniti in un unico rayon - il Nevsko-Obukhovskij

- Nel 1920 il Nevsko-Obukhovskij rayon è stato rinominato in Volodarskij rayon in onore del rivoluzionario V. Volodarsky

- Il 12 luglio 1922 grande parte del Smolninskij rayon abolito precedentemente è stato annesso al Volodarskij rayon

- Il 25 novembre 1948 il Volodarskij rayon è stato nuovamente rinominato in Nevskij rajon

- Il 12 giugno 1950 nel Nevskij rajon passò il villaggio Rybatskoye precedentemente facente parte del Pavlovskij rajon della Oblast' di Leningrado

## Popolazione
| Popolazione (dati validi per il 1 gennaio di ogni anno) | Popolazione (dati validi per il 1 gennaio di ogni anno) | Popolazione (dati validi per il 1 gennaio di ogni anno) | Popolazione (dati validi per il 1 gennaio di ogni anno) | Popolazione (dati validi per il 1 gennaio di ogni anno) | Popolazione (dati validi per il 1 gennaio di ogni anno) | Popolazione (dati validi per il 1 gennaio di ogni anno) |
| ------------------------------------------------------- | ------------------------------------------------------- | ------------------------------------------------------- | ------------------------------------------------------- | ------------------------------------------------------- | ------------------------------------------------------- | ------------------------------------------------------- |
| 2018                                                    | 2019                                                    | 2020                                                    | 2021                                                    | 2022                                                    | 2023                                                    | 2024                                                    |
| 519.433                                                 | 527.861                                                 | 536.137                                                 | 538.323                                                 | 540.415                                                 | 547.896                                                 | 548.830                                                 |

## Infrastrutture e trasporti

### Ponti
Nel Nevskij rajon si trovano 3 ponti sul Neva.
- Ponte Bolshoy Obukhovsky che collega San Pietroburgo con l'Oblast' di Leningrado
- Ponte Volodarskij
- Ponte ferroviario di Finlandia